# 朝日町 (山形縣)
朝日町（日语：／ Asahi machi */?）是位於日本山形縣中部的町，地處磐梯朝日國立公園的東部山麓地帶。境內約76%的面積被原始森林覆蓋，最上川流經城鎮中心旁並往東北流。當地居民在對外通勤與就學方面多會前往東北邊的寒河江市。

## 地理
朝日町境內約76%的面積被坐落於磐梯朝日國立公園內的原始森林覆蓋，6.3%的土地為農業用地。西南部坐落著朝日連峰的的大朝日岳、小朝日岳等山岳，東南部則是白鷹山地。町內的55個村落多分佈在最上川、朝日川、送橋川、大谷川等河流的沿岸地區，其中流經轄區内的最上川與朝日川沿岸多為河階，當地居民多在這些地區種植蘋果等果樹。坐落於北部大沼地區的浮島則被指定為日本的名勝。

### 氣候
由於朝日町地處內陸地區，因此夏季潮濕悶熱，冬季則寒冷且多雪。冬季從朝日連峰吹來的西北季風使當地從11月便會開始下雪，山間地帶的聚落積雪深度可達2公尺。

## 歷史
朝日町境內的大隅遺跡和小松野遺跡曾發掘出石器，推測當地在更新世末期的2萬年前便有人類在此生活。奈良時代，隨著以朝日岳等山岳為主的山岳信仰興起，當地也逐漸開始發展，並延續至至江戶時代。而坐落於大沼地區的浮嶋稻荷神社在戰國時代受到寒河江氏與最上氏的尊崇，之後更被江戶幕府作為祈求家族平安的場所。
明治22年（1889年）日本實施町村制，當時境內設有東五百川村、西五百川村與大谷村。昭和3年（1928年）東五百川村改為宮宿町，昭和29年（1954年）11月1日，宮宿町、大谷村與西五百川村合併成現今的朝日町。

## 行政
朝日町的現任町長為鈴木浩幸，於2020年11月在沒有其他候選人的情況下成功連任第四次朝日町町長。

## 經濟
根據日本2020年的國勢調查顯示，朝日町從事第一級產業的就業人口比例為25.5%，從事第二級產業的就業人口比例為28.8%，其餘的45.7%則以從事第三級產業為主。當地的農業以栽培果樹為核心經營，生產蘋果、西洋梨、櫻桃、桃、中國李等水果，其中蘋果為當地農業發展的重要農產品。

## 教育
朝日町境內共有3座小學校與1間中學校，分別為朝日町立宮宿小學校、朝日町立西五百川小學校、朝日町立大谷小學，以及朝日町立朝日中學校。3座小學校共有219名學生，朝日中學校則有159名學生。

## 交通
國道287號與山形縣道9號（長井大江線）等道路由南往東北通過轄區。境內沒有任何鐵路通過，僅一條公車路線往返朝日町與東北邊的寒河江市。

## 觀光

### 名所・舊跡
- 朝日連峰（磐梯朝日國立公園）
- 日本的梯田百選「椹平」一本松公園
- 大沼浮島
- 佐竹家住宅（重要文化財）
- 若宮寺鐘樓堂（町指定文化財）

### 觀光地
- asahi自然觀
  - snow park
  - 空氣神社
- 蘋果温泉
- 葡萄酒城
- 鴕鳥村
- 朝日礦泉

## 外部連結
- 蘋果與葡萄酒之里 朝日町 （页面存档备份，存于）
- 朝日町商工会